# Magnolia nitida
Magnolia nitida este o specie de plante din genul Magnolia, familia Magnoliaceae, descrisă de William Wright Smith. A fost clasificată de IUCN ca specie vulnerabilă. Conform Catalogue of Life specia Magnolia nitida nu are subspecii cunoscute.